# Eunice equibranchiata
Eunice equibranchiata är en ringmaskart som beskrevs av McIntosh 1885. Eunice equibranchiata ingår i släktet Eunice och familjen Eunicidae. Inga underarter finns listade i Catalogue of Life.